# Messier 72
Messier 72 (auch als NGC 6981 bezeichnet) ist ein 9,3 mag heller Kugelsternhaufen mit einer Winkelausdehnung von 6,6′ im Sternbild Wassermann.

## Erforschung
M72 wurde von dem französischen Astronomen Pierre Méchain am 29. August 1780 entdeckt, gut einem Monat bevor auch Charles Messier ihn beobachtete und ihn namensprägend als 72-sten Eintrag in seinem Katalog aufnahm. Beide klassifizierten ihn in dem damals dominaten Schemen als Nebel und nicht als Sternhaufen. Anhand der Beobachtungen mit seinem leistungsstärkeren Teleskop beschrieb ihn der englische Astronom John Herschel dann als  "cluster of stars of a round figure".